# Monte frumentario
I monti frumentari, chiamati anche monti granatici, vennero istituiti alla fine del XV secolo allo scopo di distribuire ai contadini poveri, con l'obbligo di restituzione, il grano e l'orzo di cui avevano bisogno per la semina; ebbero una notevole diffusione durante i secoli XVI e XVII. Si rivolgevano in particolare a coloro che vivevano in condizioni di pura sussistenza quando, per il bisogno, erano costretti a mangiare anche quanto doveva essere riservato alla semina, oppure erano costretti a rivolgersi agli usurai.

## Origini
Fra i più antichi ci sono il monte di Foligno, eretto il 6 febbraio 1488 su proposta di Michelangelo Barnabò, e il monte di Rieti fondato nello stesso anno per iniziativa del francescano Bernardino da Feltre. L'anno dopo nacque il monte di Sulmona, mentre il monte di Macerata e il monte di Annifo furono fondati da Fra' Andrea da Faenza nel 1492. Rivarolo Mantovano ebbe il suo monte frumentario a partire dal 1512 per volere del padre francescano Sisto Locatelli. A Volturara Appula ne venne creato uno nel 1624 per volere di Michele Ajasso, agricoltore del luogo che donò ai coloni poveri del comune alcuni fondi rustici la cui rendita doveva essere utilizzata ad uso di sementi.
Un monte frumentario è stato fondato ad Assisi nel 1633, come risulta da un'iscrizione nei locali dove si era poi trasferito, ed un altro a Bevagna nel 1647.

Casarano ebbe il suo Monte frumentario gestito dalla Confraternita laicale dell'Immacolata sin dal 1619 e continuò la sua attività fino al 1840.
A Savoca, nel Regno di Sicilia, si ha notizia di due monti frumentari:
il primo, venne istituito con testamento del 1758 dal sacerdote Vincenzo Giannetto; il secondo venne istituito con atto di donazione inter vivos, rogato in notar Vincenzo Nicòtina il 28 marzo 1836, dal filantropo Vincenzo Maria Trischitta (1772-1852).

## Attività

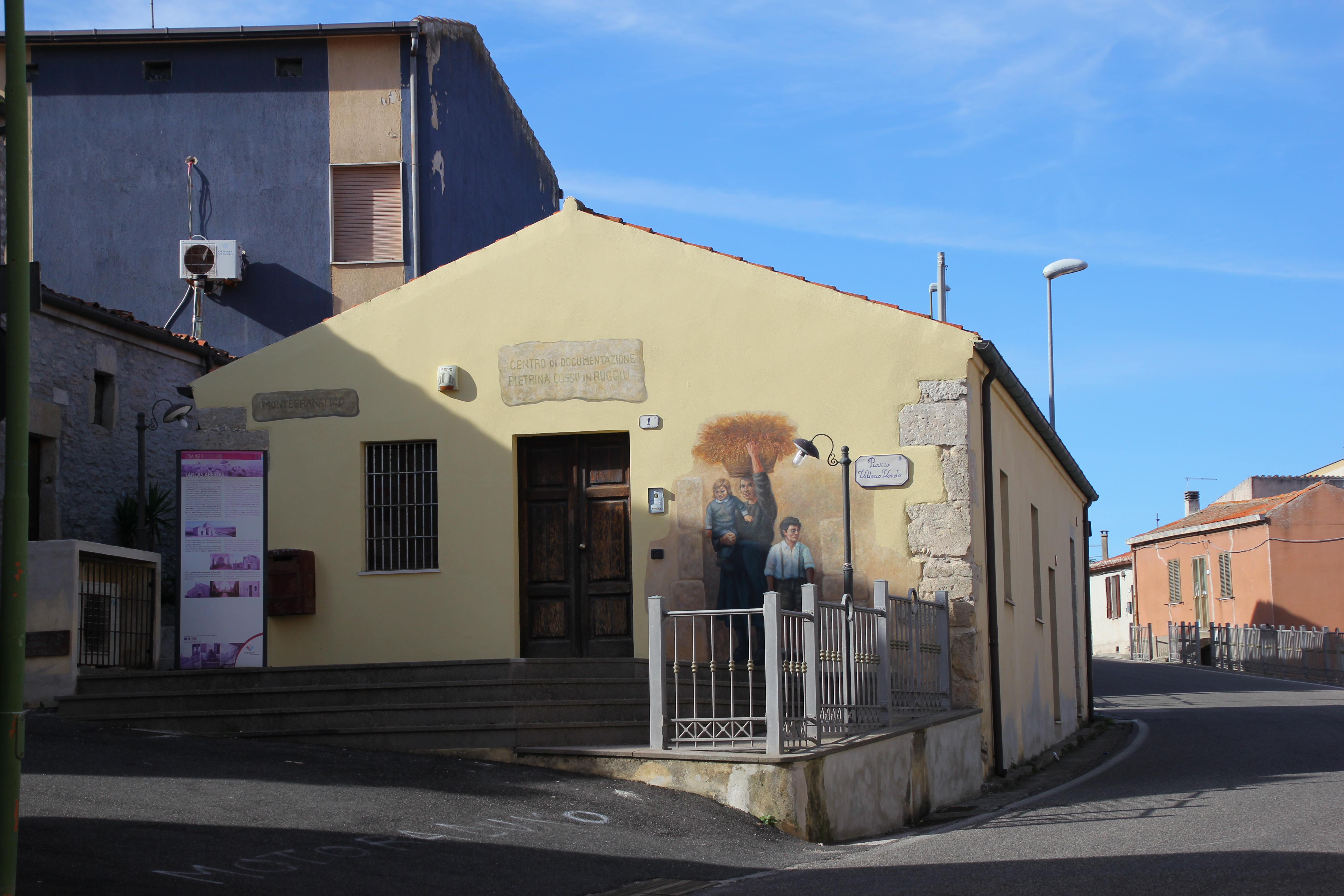
L'edificio dell'ex monte granatico di Cossoine, in Sardegna

La loro funzione era quella di costituire un supporto al ciclo agrario. A tal fine per il loro funzionamento i contadini partecipavano con giornate di lavoro gratuito chiamate roadie in occasione della semina e del raccolto e l'esito era conservato come semenze da distribuire ai contadini che ne erano privi.
Quando nei magazzini c'erano grosse eccedenze, una parte era venduta ed il denaro così ottenuto era utilizzato per la creazione di  monti pecuniari  al fine di prestare agli agricoltori le somme per le spese del raccolto ad un tasso del 5%. In particolare si diffusero, a partire dal 1780 in Sardegna con il nome di "monti nummari".
Per il prestito di cereali l'interesse era calcolato invece nella tradizione di misurare in sede di prestito, all'epoca della semina il grano "a raso" dell'unità di misura e di restituirlo "a colmo" all'epoca del raccolto.
Tanto i  monti frumentari che quelli  pecuniari operavano, quindi, nelle aree rurali ed in questo erano complementari ai monti di pietà, istituiti nelle città alla fine del XV secolo ad opera dei francescani.

Con la loro opera tutti questi  monti si proponevano di arginare la piaga dell'usura nei confronti di chi, troppo povero per essere considerato solvibile dagli scarsi istituti finanziari dell'epoca, spesso cadeva vittima degli strozzini. Tutte queste iniziative, inoltre, elargendo i loro prestiti caso per caso in funzione delle effettive necessità (microcredito), possono essere visti come i primi finanziatori del credito al consumo o anche come delle banche dei poveri ante litteram.
I  monti frumentari si diffusero particolarmente su iniziativa del cardinale Orsini, arcivescovo di Benevento che il 14 febbraio 1694 fondò nella sua città un  monte frumentario per aiutare i contadini bisognosi di sementi e per altre opere di beneficenza. invitò, inoltre, i suoi parroci ad incoraggiare e sostenere iniziative simili. Quando, poi, fu eletto papa nel 1724 con il nome di Benedetto XIII, allora ordinò a tutti i vescovi dell'Italia centro-meridionale di assecondare in ogni modo l'apertura di nuovi  monti, stabilendone le seguenti finalità:
1. somministrazione degli alimenti agli agricoltori poveri
2. obbligo della restituzione, nei giorni del raccolto, con l'aumento del 5% sulle derrate prestate
3. nomina annuale da parte del parroco di uno o più amministratori obbligati, al termine dell'esercizio, al rendiconto della gestione nelle mani dell'autorità vescovile.

Ma la mancanza di garanzie, comunque impossibili da pretendere viste le pessime condizioni economiche in cui versavano i beneficiari, misero ben presto in difficoltà il funzionamento dei  monti nei casi non infrequenti di insolvenza (anche di massa) nelle stagioni climaticamente sfavorevoli.
Tra alti e bassi si giunse così nel 1741 quando, per volere regio, i  monti del Regno di Napoli vennero affidati ad un  tribunale misto (laici e chierici) che doveva mettere ordine nella loro gestione. Ma la cura si rivelò peggiore del male in quanto, così ristrutturati, furono soggetti a pesanti tasse ed inoltre caddero nelle mani dei borghesi che ne disposero secondo i propri interessi, tradendo i principi per i quali erano stati creati.
La situazione dei monti peggiorò sempre più finché il 17 ottobre 1781 re Ferdinando IV si vide costretto ad intervenire e con un dispaccio ordinò che si facesse luce su tutte le malversazioni perpetrate ai loro danni. Volle anche la fondazione di un  monte frumentario del Regno con un capitale di mezzo milione tratto dai fondi accumulati per le sedi vescovili vacanti. Grazie a quest'intervento i contadini indigenti residenti nelle aree depresse del regno potevano ottenere prestiti all'interesse annuo del 3%.
La nascita della Repubblica partenopea del 1799 segnò un nuovo momento di crisi per questa iniziativa: il  monte frumentario del Regno venne soppresso ed i capitali incamerati mentre i singoli  monti frumentari finirono in balia delle autorità municipali che li svendettero a nobili e piccoli borghesi amici.
Con la Restaurazione i  monti frumentari risorsero e furono regolamentati da un nuovo decreto regio emanato il 29 dicembre 1826 da Francesco I. Esso stabiliva che fossero gestiti da un amministratore eletto dal consiglio comunale che doveva dar conto del suo operato direttamente al  capo della Provincia. Prevedeva, inoltre, che  controllori regi appositamente nominati facessero ispezioni saltuarie, improvvise e scrupolose ai diversi monti per scoprire e denunziare gli amministratori infedeli.
Le garanzie offerte da questo regolamento diedero un grande impulso alla re-istituzione dei  monti frumentari: nel 1830 erano già circa settecento, per lo più creati grazie all'iniziativa dei contadini stessi; a questi se ne aggiunsero 173 riaperti dopo il recupero dei beni di quelli soppressi ed altri 250 per la vigilia dell'Unità d'Italia creati grazie a lasciti, donazioni e con la somministrazione di frumento delle pie confraternite.

Nel 1860, alla vigilia della caduta del regno delle Due Sicilie, se ne contavano oltre mille. Questo testimonia il successo dell'iniziativa.
Dopo il 1863 i nuovi ordinamenti unitari non solo impedirono la formazione di nuovi  monti frumentari, ma una legge del 10 marzo 1865 li pose, in qualità di opere pie, sotto la tutela delle  deputazioni provinciali, abolendo anche l'obbligo per gli amministratori di rendicontare l'operato attraverso la presentazione di bilanci preventivi e la verifica di quelli consuntivi. Questa mancanza di controllo ne decretò la fine definitiva. Dopo qualche anno quelli che ancora sopravvivevano furono trasformati in casse di risparmio. Ma il loro ruolo non era del tutto tramontato se nel 1904, quando fu emanata la legge speciale per la Basilicata, fra i compiti dell'istituenda Cassa per il credito agrario, vi era quella di fare anticipazioni ai monti frumentari.
In parte le funzioni dei monti frumentari, a partire dagli ultimi decenni dell'Ottocento
furono ricoperti dalle casse rurali e dalle casse di risparmio, che sulla spinta della prima, fondata nel Veneto, in provincia di Padova, dall'israelita Leone Wollemborg, trovarono una grande diffusione soprattutto per merito di quella parte del basso clero cattolico, più vicino alle istanze sociali.
A Loreto Aprutino il locale monte frumentario ebbe l'evoluzione nella locale Cassa di Risparmio.